# Jérôme Ferrari

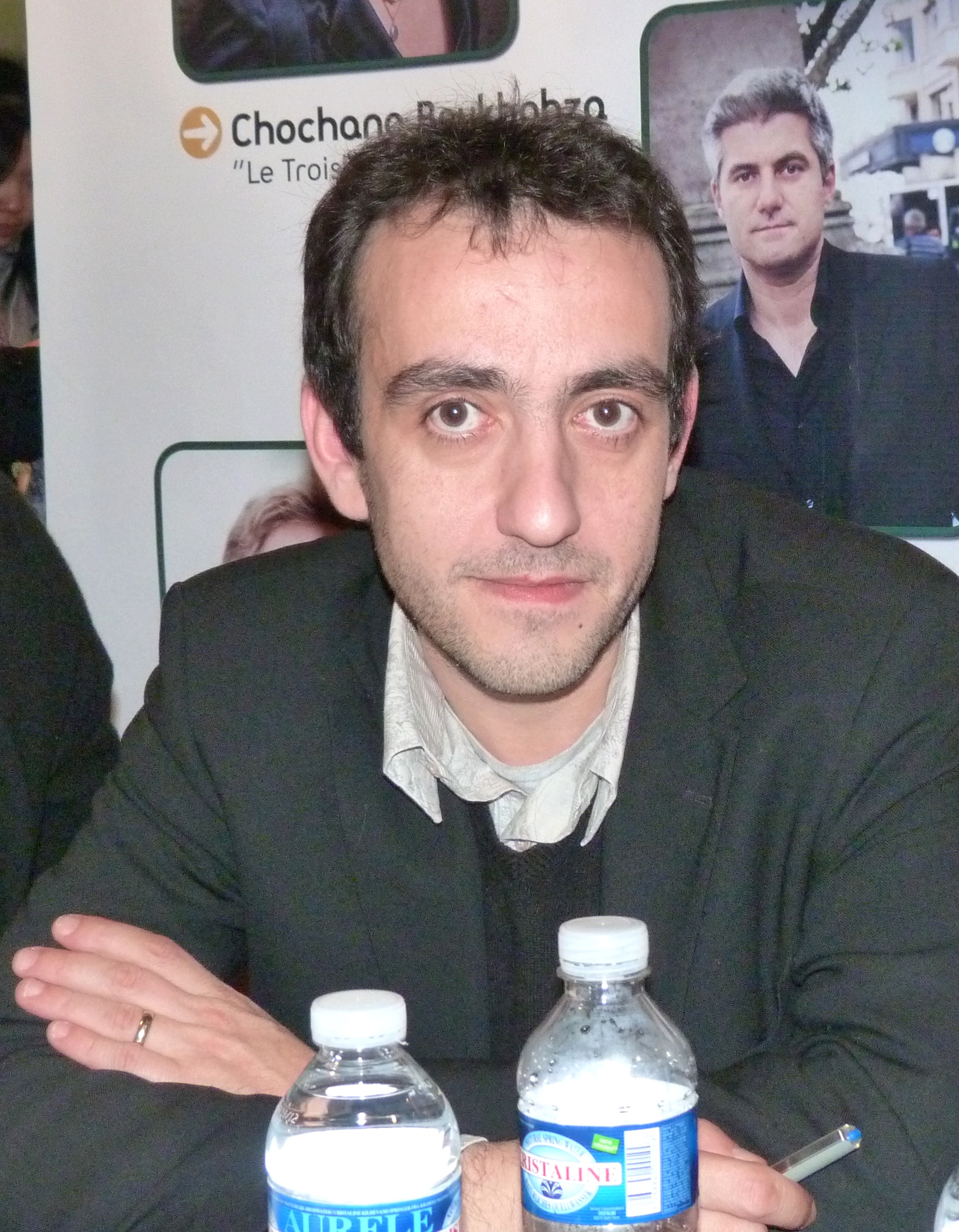
Jérôme Ferrari (2010)

Jérôme Ferrari (* 1968 in Paris) ist ein französischer Schriftsteller, Übersetzer und Philosophielehrer.

## Leben
Ferraris Eltern stammen aus Korsika. Er wuchs in Vitry-sur-Seine auf und studierte in Paris Philosophie. Nach dem Abschluss zog er als Lehrer nach Korsika. Nachdem er sieben Jahre am Lycée in Porto-Vecchio Philosophieunterricht gegeben hatte, ging er 2007 für vier Jahre an das Lycée internationale Alexandre Dumas nach Algier. Seit 2012 lehrte er Philosophie am französischen Gymnasium in Abu Dhabi. 2017 lebte er mit seiner Familie wieder in Korsika.
Der Durchbruch als Schriftsteller gelang ihm mit seinem Roman Le sermon sur la chute de Rome (zu Deutsch: Die Predigt auf den Niedergang Roms), der 2012 mit dem bekanntesten französischen Literaturpreis, dem Prix Goncourt, ausgezeichnet wurde und international für Aufsehen in den Feuilletons sorgte.
In seinem Roman Das Prinzip (2015) geht es, ausdrücklich ohne eine Biografie zu beabsichtigen, um die Persönlichkeit Werner Heisenberg und dessen Beitrag zur tiefgreifenden Änderung unseres naturwissenschaftlichen Weltbildes durch die Quantenphysik.
Der jüngste Roman Nord Sentinelle (2024) setzt sich anlässlich einer Gewalttat mit korsischer Identität und mit Übertourismus auf der Insel auseinander.

## Kritik
- Zum Roman Das Prinzip (2015): Der mit Frankreichs renommiertesten Literaturpreis, dem Prix Goncourt, ausgezeichneten Autor bleibt in seinem siebten Buch, dem vierten ins Deutsche übersetzte, seinen Themen treu: Wie in seinen vorherigen Romanen interessiert er sich in "Das Prinzip" für das Scheitern und die Brüche im Leben (Doreen Midler, Marler Zeitung 18. März 2015).

## Werke
- Nord Sentinelle: contes de l'indigène et du voyageur. ISBN 978-2-330-19441-3.
- À son image, Actes Sud, Arles 2018. ISBN 978-2-330-10944-8
  - Nach seinem Bilde. Übersetzung Christian Ruzicska. Secession, Zürich 2019, ISBN 978-3-906910-63-5
- als Hg., mit Cornelia Ruhe: Den gegenwärtigen Zustand der Dinge festhalten. Zeitgenössische Literatur aus Frankreich. die horen. Zeitschrift für Literatur, Kunst und Kritik, 267. Wallstein, Göttingen 2017
- Il se passe quelque chose. Flammarion, 2017 ISBN 978-2081408838
- Le Principe, Actes Sud, Arles 2015, ISBN 978-2-330-04871-6
  - Das Prinzip, Roman. Übersetzung Christian Ruzicska, Paul Sourzac. Secession, Zürich 2015, ISBN 978-3-905951-65-3
- Le Sermon sur la chute de Rome. Actes Sud, coll. Domaine français, Arles 2012, ISBN 978-2-330-01259-5.[6]
  - Predigt auf den Untergang Roms.[7] Übersetzung Christian Ruzicska. Secession, Zürich 2013. ISBN 978-3-905951-20-2
- L’art dans Le monde comme volonté et comme représentation d'Arthur Schopenhauer. In: Philosophie en cours. 2011
- Où j’ai laissé mon âme. Actes Sud, Arles 2010. ISBN 978-2-7427-9320-4
  - Und meine Seele ließ ich zurück. Übers. Christian Ruzicska. Secession, Zürich 2011. ISBN 978-3-905951-10-3
- Un dieu un animal. Actes Sud, Arles 2009. ISBN 978-2-7427-8108-9
  - Ein Gott, ein Tier. Übers. Christian Ruzicska. Seccession, Zürich 2017. ISBN 978-3-906910-02-4
- Balco Atlantico. Actes Sud, Arles 2008. ISBN 978-2-7427-7162-2
  - Balco Atlantico. Übers. Christian Ruzicska, Paul Sourzac. Secession, Zürich 2013, ISBN 978-3-905951-24-0
- Dans le secret. Actes Sud, Arles 2007. ISBN 978-2-7427-6554-6
- Aleph zéro. Albiana, Ajaccio 2002. ISBN 978-2-84698-020-3

## Übersetzungen aus dem Korsischen
- Marcu Biancarelli: Prighjueri, zweisprachig: Prisonnier. Éditions Albione, Ajaccio, Korasika 2000, ISBN 2-905124-66-0.
- Marcu Biancarelli: San Ghjuvanni in Patmos, zweisprachig: Saint Jean a Patmos. Édititions Albione, Ajaccio, Korsika 2001, ISBN 2-905124-97-0.
- Marcu Biancarelli: 51 Pegasi, astri virtuali, zweisprachig: 51, Pegasi, astre virtuel, Éditions Albione, Ajaccio, Korsika 2004, ISBN 2-84698-100-0.

## Auszeichnungen
- 2012: Prix Goncourt für Le Sermon sur la chute de Rome
- 2010: Grand prix Poncetton, für Où j’ai laissé mon âme
- 2010: Prix Roman France Télévisions, für Où j’ai laissé mon âme
- 2009: Prix Landerneau, für Un dieu un animal
- 2019: Prix Méditerranée für À son image